# Асоцијација нација југоисточне Азије
Асоцијација нација југоисточне Азије је политичка, економска и културна организација земаља које се налазе у југоисточној Азији. Државе се срећу на годишњим самитима сваког новембра. Од свог формирања 8. августа 1967. на иницијативу Индонезије, Малезије, Филипина, Сингапура, и Тајланда, чланство организације је проширено укључивањем Брунеја, Камбоџе, Лаоса, Мјанмара, и Вијетнама. Циљ организације је промовисање сарадње и међусобне помоћи међу чланицама, чиме су обухваћени економски раст, друштвени прогрес, и социокултурна еволуција међу њеним чланицама, заједно са заштитом регионалне стабилности и пружања механизма земљама чланицама да решавају проблеме мирним путем. ASEAN је званични посматрач Уједињених нација. Комуникација чланова се обавља на енглеском.
Чланице:
- Брунеј
- Индонезија
- Камбоџа
- Лаос
- Малезија
- Мјанмар
- Филипини
- Сингапур
- Тајланд
- Вијетнам

ASEAN покрива копнену површину од 4,4 милиона квадратних километара, 3% укупне копнене површине Земље. ASEAN територијалне воде покривају област која је око три пута већа од њихове копнене површине, што их чини посебно важним у погледу морских веза и рибарства. Земље чланице заједно имају популацију од око 640 милиона људи, 8,8% светске популације, што је више од „EU28”, мада су у погледу копнене површине нешто мање. Године 2015, комбиновани номинални БДП организације је порастао за више од 2,8 билиона америчких долара. Кад би ASEAN била једна земља, она би била рангирана као шеста по величини економија на свету, иза Сједињених Држава, Кине, Јапана, Француске и Немачке. ASEAN се граничи са Индијом, Кином, Бангладешом, Источним Тимором и Папуа Новом Гвинејом, и има поморске границе са Индијом, Кином, Палауом и Аустралијом. Источни Тимор и Папуа Нова Гвинеја имају подршку појединих ASEAN чланова за њихово чланство у организацији.
ASEAN је успоставио себе као платформу за Азијску интеграцију и кооперацију, радећи са другим Азијским нацијама на промовисању је јединства, просперитета, развоја и одрживости региона, као активностима на налажењу решења за спорове и проблеме у региону. Мада углавном има фокус на азијско-пацифичким нацијама, ASEAN је исто тако успоставио комуникацију са другим деловима света, ради успешнијег промовисања мира и стабилности. Ова организација има глобалну репутацију промовисања добре воље и дипломатије међу нацијама, искључивања било којег мишљења или одлуке која се сматра пристрасном, и руковођења принципом немешања и узајамног поштовања.
Услед њеног глобалног утицаја и регионалног успеха, ASEAN је признат као једна од најуспешнијих и најутицајнијих организација на свету, и једна „светска сила у настанку”. Организација је добила високе похвале светских вођа и међународне заједнице, и сматра се да има централну улогу у политичкој, економској, безбедносној и социо-културној архитектури Азијско-пацифичког окружења. Она је похваљивана као „најбоље успостављена међувладина институција у Азији”, док је исто тако постигла високу оцену одобрења у свом региону. Кроз историју, ASEAN је формирала глобалну мрежу алијанси, сарадње и дијалога међу земљама и подрегионалним, регионалним и међународним организацијама и институцијама, чиме се успоставила као један од највећих играча на међународној сцени.

## Историја

### Фондација и сврха
ASEAN-у је претходила једна организација која је била формирана 31. јула 1961, звана Ацоцијација југоисточне Азије (АСА), група која се састојала од Филипина, Федерације Малезије, и Тајланда. Сама организација ASEAN је настала 8. августа 1967, кад су министри спољних послова пет земаља: Индонезије, Малезије, Филипина, Сингапора, и Тајланда, потписали ASEAN декларацију, познатију као Бангкошка декларација. Стварање организације ASEAN је било мотивисано заједничким забринотушћу од ширења комунизма, и жељом за економским развојем. Група је касније повећана кад је Брунеј постао шести члан 7. јануара 1984, једва недељу дана након стицања независности.
Као што је наведено у декларацији, циљеви и сврхе организације ASEAN су:
- Убрзање економског раста, друштвеног напретка и културног развоја у региону.
- Промовисање регионалног мира.
- Промовисање колаборације и узајамне помоћи по питањима од заједничког интереса.
- Пружање међусобне помоћи у виду обуке и истраживачких објеката.
- Сарађивање у циљу бољег коришћења пољопривреде и индустрије како би се подигао животни стандард људи.
- Промовисање југоисточно азијских студија.
- Одржавање блиске, корисне сарадње са постојећим међународним организацијама с сличним циљевима и сврхама.[6]

### Експанзија и даља интеграција
је остварио највећи степен кохезије током средине 1970-их након промене баланса моћи у југоисточној Азији након краја Вијетнамског рата. Динамичан економски раст региона током 1970-их је ојачао организацију, што је омогућило да ASEAN усвоји јединствени респонс на Вијетнамску инвазију Камбоџе 1979. ASEAN-ов први први састанак на самиту, одржан на Балију, Индонезија 1976. године, резултирао је споразумима о неколико индустријских пројеката и потписивањем Уговора о пријатељству и сарадњи и Декларацијом о сагласности. Крај Хладног рата између Сједињених Држава и Совјетског Савеза крајем 1980-их омогућио је ASEAN земљама да остваре већу политичку независност у региону, а током 1990-их година ASEAN је постао водећи глас за питања регионалне трговине и безбедности.
Године 1987, Брунеј је постао ASEAN-ов шести члан, а 28. јула 1995, Вијетнам је постао ASEAN-ов седми члан. Лаос и Мјанмар (Бурма) су се придружили две године касније, 23. јула 1997. Камбоџа је требало да се придружи у исто време као и Лаос и Бурма, али је њен приступ одложен због унутрашњих политичких борби у земљи. Ова земља је приступила 30. априла 1999, након стабилизације њене владе.
Године 1990, Малезија је предложила креирање Источноазијске економске групе коју би сачињавали чланови ASEAN-а, као и Народна република Кина, Јапан, и Јужна Кореја, са намером да се супротстави растућем утицају Сједињених Држава у Азијско-пацифичкој економској сарадњи (APEC) и у целокупном Азијском региону. Међутим, предлог је био неуспешан збој јаке опозиције САД и Јапана. Земље чланице су наставиле да раде на даљој интеграцији, и ASEAN плус три је био креиран 1997. године.
Године 1992, схема Заједничке ефикасне преференцијалне тарифе (CEPT) је прихваћена као распоред за укидање тарифа са циљем повећања „конкурентне предности региона као производне базе намењене светском тржишту”. Овај закон би деловао као оквир за ASEAN подручје слободне трговине (AFTA). AFTA је споразум земаља чланица о локалној производњи у ASEAN земљама. AFTA споразум је потписан 28. јануара 1992. у Сингапуру.